# غريغ ليندكويست
غريغ ليندكويست (بالإنجليزية: Greg Lindquist)‏ هو رسام أمريكي، ولد في 9 مايو 1979 في ويلمينغتون في الولايات المتحدة.